# Ведельський Юрій Леонідович
Ведельський Юрій Леонідович — український військовослужбовець із позивним "Кльоц" Національної гвардії України та учасник російсько-української війни.

## Життєпис
Ведельський Юрій Леонідович народився 17 листопада 2000 року. Закінчив Тульчинський фаховий коледж культури, за спеціальністю «Народне пісенне мистецтво». У 2019 році був призваний на строкову військову службу, яку проходив у військовій частині 3027 «Буревій».
З початку повномасштабного вторгнення став на захист України.
Служив командиром 1-го відділення, 1-го оперативного призначення, 7-ї роти оперативного призначення (на бронетранспортерах) 3-го батальйону оперативного призначення у званні молодшого сержанта.
Загинув 22.07.2023 року у бою за Батьківщину, виявивши стійкість і мужність.

## Нагороди
Був нагороджений орденом "За мужність" (ІІІ ступеня) посмертно.